# Linnéa Olsson (gitarrist)
Linnéa Olsson, född 1986, är en svensk artist, låtskrivare och musiker, mest känd som gitarrist och sångerska i rockbandet Maggot Heart.
Hon har beskrivits som "en av de mest utmärkande rösterna inom hård musik" 

## Biografi
Linnéa föddes i Stockholm, och växte upp i Linköping. Hon sjöng i kör som barn  och är självlärd gitarrist sedan tretton års ålder  Hon har nämnt Rolling Stones, The Sex Pistols, svensk dödsmetall och Guns N' Roses som tidiga influenser . 
Linnéa började jobba som musikjournalist i tonåren, och blev hårdrockskritiker på Svenska Dagbladet som 19-åring. Hon har bland annat gjort den svenska översättningen av Ozzy Osbournes självbiografi "Jag är Ozzy".

## Musikkarriär

### Sonic Ritual
2007 startade hon punkmetalbandet Sonic Ritual tillsammans med Henrik Palm. Bandet var aktivt inom undergroundscenen och släppte flera skivor mellan 2007 och 2009 , men lades på is när Henrik gick med i In Solitude 
Linnéa flyttade till Berlin 2012. "I left Stockholm because after Sonic Ritual went on a break I didn’t really have that much keeping me there. I felt the scene was uninspiring and stiff. One day I got this idea of Berlin in my head, and I went there without even having visited before." 

### The Oath
Linnéa startade The Oath i Berlin 2012. Hon är den huvudsakliga låtskrivaren på bandets enda album, som släpptes 2014 via Rise Above Records.  Gruppen turnerade som förband till Ghost 2013. 

### Beastmilk & Grave Pleasures
Efter att Linnéa lagt ner The Oath, erbjöd det finska post-punkbandet Beastmilk henne en plats som gitarrist. Hon spelade live med gruppen på flera turnéer under 2014-2015, och efter att uppställningen ändrats bytte bandet även namn till Grave Pleasures. Bandet signade med SONY och spelade in ett album med den brittiska producenten Tom Dalgerty som kom att heta "Dreamcrash" och släpptes 2015.  

### Maggot Heart
Efter att ha hoppat av Grave Pleasures, tog Linnéa ett års paus för att skriva och vara kreativ på sina egna villkor . 2016 annonserade hon projektet Maggot Heart och släppte debut-EP'n "City Girls" 2017. Ett år senare kom debutalbumet "Dusk to Dusk", som nominerades till P3 Guld i kategorin "Årets rock/metal". 